# Gregory S. Walden
Gregory S. Walden (geboren am 26. Juni 1955 in Champaign, Illinois) ist ein amerikanischer Jurist, Regierungsbediensteter und Wirtschaftsberater. Er war Mitglied der unabhängigen amerikanischen Regulierungsbehörde Interstate Commerce Commission.

## Leben
Gregory S. Walden schloss die Washington and Lee University 1977 mit einem Bachelor of Arts mit cum laude ab. Anschließend studierte er an der University of San Diego Law School und erreichte 1980 einen Juris Doctor mit magna cum laude. 
Danach begann er im Bundesberufungsgericht der Vereinigten Staaten im Bezirk District of Columbia unter dem obersten Richter Robert H. Bork zu arbeiten. 1983 wechselte er ins Justizministerium der Vereinigten Staaten und war bis 1988 auf verschiedenen Positionen tätig. 1988 wurde er Chefberater bei der Federal Aviation Administration im Verkehrsministerium der Vereinigten Staaten. Im Januar 1991 machte ihn der US-Präsident George H. W. Bush zum Präsidenten-Berater im Weißen Haus. In dieser Funktion übernahm er in der Zeit vom 4. Januar bis zum 26. November 1993 den Sitz des zurückgetretenen Edward Martin Emmett in der unabhängigen Regulierungsbehörde Interstate Commerce Commission. Es handelte sich dabei um eine Interimsnominierung durch den Präsidenten, die keine Senatsbestätigung bedurfte. Sein Nachfolger wurde Gus Owen.
Danach begann Gregory S. Walden eine Tätigkeit bei der Anwaltskanzlei Mayer Brown, 1999 wechselte er zur Anwaltskanzlei Patton Boggs. Während dieser Zeit war er unter anderem 2000/2001 als Berater im Übergangsteam für den künftigen Präsidenten George W. Bush tätig. 2014 wechselte er zum Anwalts- und Lobbyunternehmen Akin Gump Strauss Hauer & Feld und 2017 zum Wirtschaftsberatungs- und Lobbyunternehmen McGuireWoods Consulting.
Seit 1998 lehrt er Luftfahrtrecht an der George Mason University School of Law, an der School of Public Policy dieser Universität gibt er Kurse im Verkehrsrecht.

## Veröffentlichungen
- Mitherausgeber von „Aviation Law – Cases and Materials“, Carolina Academic Press 2006, ISBN 978-1594600302
- „On Best Behavior: The Clinton Administration and Ethics in Government“, Hudson Inst. 1995